# غريغ هاندز
غريغ هاندز (بالإنجليزية: Greg Hands )‏ (و. 1965  م) هو سياسي من المملكة المتحدة، والولايات المتحدة، ولد في نيويورك، هو عضوٌ في حزب المحافظين.

## مناصب
تولى منصب عضو برلمان المملكة المتحدة الـ57 (منذ 8 يونيو 2017)
- السكرتير الأول للخزانة [الإنجليزية]‏ (11 مايو 2015–14 يوليو 2016)
- عضو برلمان المملكة المتحدة الـ56 (8 مايو 2015–3 مايو 2017)[2]
- عضو برلمان المملكة المتحدة الـ55 (6 مايو 2010–30 مارس 2015)[2]
- عضو برلمان المملكة المتحدة الـ54 (5 مايو 2005–12 أبريل 2010)[2]
- عضو مجلس الشورى البريطاني.

## التعليم
تعلم في Robinson College, Cambridge ‏.